# 石川年足
石川 年足（いしかわ の としたり）は、飛鳥時代末期から奈良時代中期にかけての公卿・歌人。壬申の乱以降蘇我氏嫡流となった少納言・蘇我安麻呂の孫、権参議・石川石足の長男。官位は正三位・御史大夫。勲等は勲十二等。

## 経歴
少判事を経てしばしば地方官を務めた。勲十二等の勲等を持っていることから、この間に東北地方の地方官を務めていた可能性もある。昇進は遅く、天平7年（735年）に48歳にしてようやく従五位下に叙爵された。まもなく出雲守に任ぜられると、任に就いて数年にして人民は満足し安らかであったことから、天平11年（739年）聖武天皇に善政を讃えられ、絁30疋・布60端・正税3万束を与えられた。
その後は、左中弁を務めたほか春宮員外亮のち春宮大夫として春宮・阿倍内親王に仕えながら、天平12年（740年）従五位上、天平15年（743年）正五位下、天平18年（746年）正五位上、天平19年（747年）従四位下と、聖武朝の後半は順調に昇進する。天平20年（748年）には参議に任ぜられ公卿に列した。
天平9年（737年）に藤原四兄弟がそろって天然痘により死没していたこともあり、聖武朝の後半には藤原氏の権勢は一時的に後退していたが、父・石川石足と特に親しかった藤原武智麻呂の次男である藤原仲麻呂が台頭すると、仲麻呂の又従兄弟にあたる年足もその権勢に与ることとなる。天平勝宝元年（749年）7月の阿倍内親王の即位（孝謙天皇）に伴い従四位上に叙せられ、同年8月に紫微中台が設置されると、その次官（紫微大弼）に任ぜられて仲麻呂の補佐にあたっている。
その後も、天平勝宝5年（753年）従三位、天平勝宝9歳（757年）中納言、天平宝字2年（758年）正三位と仲麻呂が権勢を振るった孝謙-淳仁朝にかけて順調に昇進している。またこの間の天平勝宝9歳（757年）から天平宝字3年（759年）にかけて『養老律令』の施行およびその施行細則である『別式』20巻の編集、官号（官職名）の唐風変更等に貢献した。特に『別式』は淳仁天皇への意見封事によって採用され、着手されたものであったが、施行されないまま散逸している、しかし、当時実務の参考として非常に活用され、『弘仁式』の元になったとされる。天平宝字4年（760年）には73歳という高齢ながら御史大夫に至った。これは祖父・安麻呂以降の蘇我氏（石川氏）の氏人としては最も高い官職への昇進であった。
しかし、直後の光明皇后の崩御や孝謙上皇の病を治した道鏡の台頭等、仲麻呂の権勢に陰りが見え始めてきた天平宝字6年（762年）9月30日薨去。享年75。最終官位は御史大夫正三位兼文部卿神祇伯。薨去の際、淳仁天皇から佐伯今毛人・大伴家持が弔いのために遣わされた。

## 人物
生まれつき清廉・勤勉な性格で、政治にも習熟していた。公務の合間の読書のみを楽しみとしていたという。また、『万葉集』にも和歌作品が1首残っている。

## 墓誌

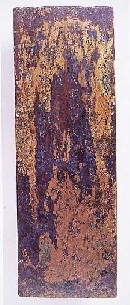
石川年足墓誌（国宝）

死後1,000年以上経った1820年（文政3年）に、摂津国島上郡白髪郷（現在の大阪府高槻市真上町）の酒垂山（荒神山）より墓誌が発見され、1952年（昭和27年）に「金銅石川年足墓誌」として国宝に指定されている（個人所有、大阪歴史博物館寄託）。

## 官歴
注記のないものは『続日本紀』による。
- 時期不詳：正六位上。少判事。勲十二等
- 天平7年（735年） 4月23日：従五位下
- 天平10年（738年） 6月29日：見出雲守[10]
- 天平11年（739年） 6月23日：賜絁30疋、布60端、正税3万束（賞善政）
- 天平12年（740年） 1月13日：従五位上
- 天平15年（743年） 5月5日：正五位下
- 天平16年（744年） 9月15日：東海道巡察使
- 天平18年（746年） 4月4日：陸奥守。4月22日：正五位上。9月20日：春宮員外亮（春宮・阿倍内親王）。11月5日：左中弁
- 天平19年（747年） 1月20日：従四位下。3月11日：春宮大夫。11月7日：国分寺建立の検地監督
- 天平20年（748年） 3月22日：参議[11]
- 天平勝宝元年（749年） 7月2日：従四位上。8月10日：兼紫微大弼
- 天平勝宝2年（750年） 3月3日：見治部卿[12]
- 天平勝宝3年（751年） 4月4日：見左大弁[13]
- 天平勝宝5年（753年） 9月28日：従三位、大宰帥
- 天平勝宝9歳（757年） 6月16日：神祇伯、兵部卿。8月4日：中納言
- 天平宝字2年（758年） 8月1日：正三位。8月25日：見兼式部卿
- 天平宝字4年（760年） 1月4日：御史大夫
- 天平宝字5年（761年） 10月11日：賜稲4万束（遷都保良）
- 天平宝字6年（762年） 9月30日：薨去（御史大夫正三位兼文部卿神祇伯）

## 系譜
- 父：石川石足[4]
- 母：不詳
- 妻：田口池守の娘
- 生母不詳の子女
  - 男子：石川名足（728-788）[14]
  - 男子：石川永年